# Font Vella (la Palma d'Ebre)
La Font Vella és una construcció inclosa a l'Inventari del Patrimoni Arquitectònic de Catalunya, a l'est del nucli urbà de la població de la Palma d'Ebre (Ribera d'Ebre), al final del Carrer de la Costa de la Font Vella, a tocar el barranc dels Montblanquets. La Font Vella subministrava aigua a la població fins que el 1924 es portà l'aigua de l'hort de Sant Pere. En aquell moment es desmuntaren dos arcades i part de l'escala que servia per baixar a la font i als abeuradors de la plaça. Segons algunes informacions podria tenir origen àrab. Recorda el lloc una pintura mural al carrer de la Costa de la Font Vella. El mural, de 14 metres de longitud, fou realitzat el 1979 per en Rossend Escolà, habitant de la Palma d'Ebre. L'artista ha estat guardonat amb el primer premi provincial de 1948 a Flix, amb un paisatge de Cardó; el primer premi del concurs de pintura de Móra d'Ebre de l'any 1981 i el d'Ascó de 1980.
Font en desús integrada dins d'un marge de pedra que delimita un parc. Està formada per dues arcades de mig punt bastides en pedra ben desbastada, actualment tapiades, tot i que una d'elles està força degradada. El dipòsit, subterrani i bastit en pedra, està actualment protegit per una petita construcció a manera de caseta.
Al carrer de la Costa de la Font Vella es conserva un mural figuratiu que representa la font original i la vida pagesa, amb proporcions molt naturals i relacionades amb l'ús d'aquesta construcció.